# Кароль Ламбрино
Мирча Грегор Кароль Гогенцоллерн, также известный как Кароль Ламбрино (рум. Carol Lambrino; 8 января 1920, Синая, Королевство Румыния — 27 января 2006, Лондон, Великобритания) — старший сын короля Румынии Кароля II.

## Ранняя жизнь
Кароль Ламбрино родился в Бухаресте 8 января 1920 года. Назван был в честь своего дяди, который умер в 3 года от брюшного тифа. В январе 1919 года его дед аннулировал брак его родителей, так как он был морганатическим. Законность аннулирования подвергалась сомнению. После этого он вместе со своей матерью покинул страну.

## Жизнь в эмиграции
После смерти своего отца, 4 апреля 1953 года, Кароль потребовал права унаследовать часть имущества своего отца в соответствии с португальским законодательством. Для этого необходимо было доказать, что он является законным сыном своего отца.
2 апреля 1955 года португальский суд постановил, что он является законным первенцем Кароля II, и разрешил ему претендовать на фамилию Гогенцоллерн вместо Ламбрино. 6 марта 1957 года решение Португальского суда было признано во Франции. Это дало Каролю право наследования французской собственности отца. Младший сводный брат Михай, подал апелляцию на это решение.
В октябре 1995 года румынский суд постановил, что Кароль является законным сыном Кароля II. После этого Михай подал апелляцию на это решение, но проиграл дело в 1999 году. В марте 2002 года Верховный суд Румынии постановил провести повторное рассмотрение дела, а в июле того же года суд снова вынес решение в пользу Кароля. Михай снова подал апелляцию, и в январе 2003 года снова проиграл апелляцию. Михай вновь подал апелляцию в декабре 2003 года.
Кароль Ламбрино посетил Бухарест в ноябре 2005 года, впервые после 1938 года.

## Смерть
Кароль Ламбрино умер в Лондоне 27 января 2006 года, в возрасте 86 лет. Он был похоронен в Румынии в монастыре Козия. Он никогда не претендовал на несуществующий трон Румынии, в отличие от своего сына Павла.

## Брак и дети
Кароль Ламбрино был женат три раза. Всего родилось два сына.
- Лена Пастор (26 мая 1925 — декабрь 1998) — брак заключён 22 марта 1948 года и был расторгнут в 1958 году.
  - Павел-Филипп Гогенцоллерн (род. 13 августа 1948)
- Джин Уильямс (15 ноября 1930 — 5 июня 1988) — брак заключён 20 декабря 1960 года и был расторгнут в 1977 году.
  - Александр Гогенцоллерн (род. 1 сентября 1961)
- Антония Колвилл (29 мая 1939 — 13 июня 2007) — брак заключён 27 июня 1984 года. Брак бездетный.